# Río Santo Domingo
Pour les articles homonymes, voir Santo Domingo.
Le río Santo Domingo est une rivière du Venezuela. Longue de 200 kilomètres, elle prend sa source dans le lac de Mucubají dans le massif de Páramo de Mucuchies (État de Mérida), et se jette dans le río Apure. Elle traverse les deux États de Mérida et de Barinas et arrose notamment les abords de la ville de Barinitas.